# Термінал ЗПГ Манзанілло
Термінал ЗПГ Манзанілло – інфраструктурний об`єкт для прийому та регазифікації зрідженого природного газу, споруджений у центрі західного узбережжя Мексики (штат Коліма).
Наприкінці 2000-х років внаслідок зростання споживання природного газу в Мексиці, викликаного передусім потребами електроенергетики, розпочали споруджувати термінали для імпорту ЗПГ. Одним з них став об’єкт в Манзанілло, другий на західному узбережжі після Коста-Азул. Введений в експлуатацію у 2012 році він розрахований на прийом до 3,8 млн.т на рік (5,3 млрд.м3). Для зберігання ЗПГ призначене сховище із двох резервуарів об’ємом по 150000 м3 кожен. Портове господарство здатне обслуговувати газові танкери вантажоємністю від 70000 до 216000 м3.
Видача регазифікованої продукції здійснюється до газопроводу Гвадалахара.
Основним постачальником зрідженого газу виступає завод Перу ЗПГ, тоді як основним покупцем блакитного палива є електроенергетична Comision Federal de Electricidad.
Проєкт реалізовано консорціумом у складі південнокорейської Samsung та японської Mitsui (по 37,5%), а також ще однієї корейської фірми KOGAS (25%).